# Technicians of the Sacred
Technicians of the Sacred è il quattordicesimo album in studio del gruppo musicale britannico Ozric Tentacles, pubblicato nel 2015.

## Tracce

### Disco 1
1. The High Pass – 8:23
2. Butterfly Garden – 5:04
3. Far Memory – 7:10
4. Changa Masala – 6:04
5. Zingbong – 8:26
6. Switchback – 10:11

### Disco 2
1. Epiphlioy – 11:49
2. The Unusual Village – 6:20
3. Smiling Potion – 7:12
4. Rubbing Shoulders with the Absolute – 8:36
5. Zenlike Creature – 9:54

## Formazione
- Ed Wynne – chitarra, sintetizzatore, programmazione
- Silas Neptune – tastiera
- Brandi Wynne – basso
- Balázs Szende – batteria
- Paul Hankin – percussioni